# Pseudocella minor
Pseudocella minor är en rundmaskart som beskrevs av Platonova 1962. Pseudocella minor ingår i släktet Pseudocella och familjen Leptosomatidae. Inga underarter finns listade i Catalogue of Life.